# Смирнов Василь Павлович
Василь Павлович Смирнов (рос. Василий Павлович Смирнов, 31 грудня 1908, Серпухов, Московська губернія, Російська імперія — 12 червня 1987, Серпухов, Московська область, РРФСР, СРСР) — радянський футболіст і хокеїст, футбольний і хокейний тренер. Заслужений майстер спорту (1947).

## Біографія
Вихованець заводської команди в Серпухові. Виступав у московських клубах «Трьохгорка» і «Динамо», де домігся найбільших успіхів.
Провів 11 матчів (усі проти збірної Туреччини) за збірну СРСР, забив 4 м'ячі. Учасник ігор зі збірною Праги (1935), паризьким «Ресінгом» (1936) і зі збірною Басконії (1937). Після матчу з «Ресінгом» французька газета «Авангард» назвала Смирнова в числі п'яти найсильніших центральних нападників Європи.

Соратник по «Динамо» Михайло Якушин так оцінював гру Василя Смирнова.

Кремезний і міцний Смирнов не пасував ні перед ким — спортивні єдиноборства були його стихією. Він чудово володів дріблінгом і всі ігрові завдання завжди намагався вирішити з його допомогою. Якщо м'яч потрапляв до нього десь на підступах до штрафного, Смирнов без вагань йшов на обіграш суперників — настільки був впевнений в собі і в разі успіху завершував атаку потужним ударом. Може бути, він трохи і зловживав індивідуальною грою, але зате часто завдяки їй добивався успіху. У всякому разі, у нього була репутація бомбардира. Гравець невгамовної пристрасті і дивовижної витривалості, Смирнов встигав не тільки атакувати, але і допомагати партнерам оборонятися. Такі дії нападника для гри тих років були рідкістю.

Також грав у хокей з м'ячем, де домігся значних результатів. Грав на позиції лівого напівсереднього нападника.
Після закінчення кар'єри гравця був директором стадіону «Динамо» в Москві (1940—1941). Потім тренував клубні динамівські команди з хокею з м'ячем і футболу (1944—1956), команду Серпухова з футболу (1957—1962), згодом серпуховську «Зірку»(1963—1968).

## Досягнення
- У 1947 році присвоєно звання Заслужений майстер спорту.
- Нагороджений орденом «Знак Пошани»[1][2].

### У футболі
- Чемпіон Москви 1927 (весна), 1929 (осінь), 1930 (весна), 1931 (осінь), 1934 (осінь), 1935 (весна)
- Переможець чемпіонату товариства «Динамо» 1933
- Чемпіон СРСР: 1932, 1935, 1936 (весна), 1937
- Володар Кубка СРСР: 1937
- Найкращий бомбардир чемпіонату СРСР: 1937
- У списку 33 найкращих футболістів СРСР — № 1 (1933)[1][2].

### У хокеї з м'ячем
- Чемпіон СРСР: 1936
- Володар Кубка СРСР: 1937, 1938[2]
- У 1936 році був включений у список 22 найкращих гравців сезону